# 擬似英雄詩
擬似英雄詩（ぎじえいゆうし、擬英雄詩、擬叙事詩、Mock-heroic）または英雄喜劇（heroi-comic）は、英雄や英雄文学の古典的で陳腐なステレオタイプを模した、風刺またはパロディ詩。一般的に擬似英雄詩は、英雄の役を愚か者にしたり、英雄が不条理になるようにその特質を誇張することで、英雄作品を裏返しにする。

## 歴史
歴史的に、擬似英雄詩の形式は王政復古以降およびオーガスタン時代のグレートブリテン島で人気があった。英語圏以外で、この形式の最初のものはホメーロスの叙事詩のパロディの『蛙鼠合戦』である。ホメーロス作とも言われるが、おそらくそうではないだろう。ミゲル・デ・セルバンテスの『ドン・キホーテ』が翻訳されて以降、イングランドの著作家たちはそれを模倣して、見当違いか陳腐な登場人物の出てくる、大袈裟な言い回しの騎士道物語や『狂えるオルランド』のような物語詩を書き出した。ピカレスク小説・バーレスク（en:Burlesque）・風刺詩とは違う、擬似英雄詩の起源と思われるものは、サミュエル・バトラーの滑稽詩『ヒューディブラス』（1662年 -1680年）である。そこに描かれているのは君主不在期間のピューリタンの忠実なる（trew blew）騎士で、言い回しはロマンスと叙事詩を模倣している。バトラー以降、軽蔑する題材を英雄詩・劇の高尚な語り口で描いた詩が急増した。
『ヒューディブラス』はヒューディブラス的と呼ばれる特殊な韻文形式を生んだ。これは弱強四歩格の完結した二行連の詩のことで、喜劇的効果を増し、パロディ度を高めるため、不自然かつ予想できない女性韻で押韻されている。このような型にはめた風刺の表示が、他のものと擬似英雄視とを区別する。バトラー以後のヒューブラス的の名高い実践者はジョナサン・スウィフトで、その詩のほぼ全部にこの形式を用いた。
王政復古期になって、桂冠詩人ジョン・ドライデンが擬似英雄詩を人気のあるジャンルの1つにした。ドライデンの劇自体は後の擬似英雄詩にネタを提供したが（とくに『グラナダの征服』は、ヘンリー・フィールディングの擬似英雄詩『The Author's Farce』『Tom Thumb（親指トム）』や作者不詳の『The Rehearsal』（en:The Rehearsal (play)）の中で風刺された）、それでも『マクフレクノー』（en:MacFlecknoe）は次の時代の擬似英雄詩形式のlocus classicus（標準的典拠）となった。『マクフレクノー』で、ドライデンは『アエネイス』の言い回しを使って、トマス・シャドウェル（en:Thomas Shadwell）とアエネアスを遠回しに比較した。具体的には、戴冠式でフレクノー王が持っていたDullness（鈍さ、退屈）の王座を譲られるシャドウェルを描いた。つまり、ウェルギリウスのパロディでシャドウェルを風刺したのである。ドライデンの韻律は正規の英雄詩形、つまり弱強五歩格の完結した二行連と同じものだった。パロディは形式的なものではなく、単に文脈上の反語的なものだった。
ドライデン以降、擬似英雄詩は隆盛をきわめ、1680年から1780年にかけて数え切れないほどの擬似英雄詩が作られ、さらに擬似英雄小説も試みられた。多くは二流の出来だったが、アレキサンダー・ポープの『髪盗人』と『愚物列伝』（en:The Dunciad）は、卑しむべき些末なテーマを描くのに英雄詩の言い回しを用いた、擬似英雄詩の白眉である。『髪盗人』では、ハサミで切られた一房の髪をめぐるどうでもいい喧嘩が英雄の戦いのように描かれ、『愚物列伝』では、愚かさと退屈さをもたらすため地上に現れたDullnessという女神（en:Dulness）の行動が、『アエネイス』の中で文明がもたらされるのと同じ方法で描かれた。ジョン・ゲイの詩『トゥリヴィア』（en:Trivia (poem)）と『ベガーズ・オペラ（乞食オペラ）』やサミュエル・ジョンソンの『London』もある種の擬似英雄詩である。
しかし、ポープの時代には既に、擬似英雄詩は物語体のパロディに座を明け渡しつつあって、フィールディングなどの作家たちが擬似英雄小説をより一般的なパロディ小説にしていった。小説の流行が擬似英雄詩を終焉に導くことになるのだが、皮肉にも、擬似英雄詩の出発点もセルバンテスの小説であった。